# Рудич Михайло Антонович
Михайло Антонович Рудич (Рудіч) (1 жовтня 1908, місто Єлисаветград, тепер Кропивницький, Кіровоградська область — 18 листопада 1998, місто Запоріжжя) — радянський партійний і державний діяч, 1-й секретар Запорізького міського комітету КПУ, секретар Львівського обкому КП(б)У. Член Ревізійної Комісії КПУ у вересні 1952 — лютому 1960 р.

## Життєпис
Народився в родині робітника-коваля заводу Ельворті. У 1923 році закінчив трудову школу, а у 1925 році — профтехшколу в місті Зінов'євську (Єлисаветграді), де отримав фах слюсаря.
У червні 1925 — вересні 1928 року — слюсар інструментального цеху Зінов'євського заводу сільськогосподарських машин «Червона Зірка». На заводі був заворгом комсомольського осередку та піонервожатим.
У вересні 1928 — квітні 1932 року — студент відділення доменного виробництва Дніпропетровського металургійного інституту. Здобув фах інженера-металурга доменщика.
Член ВКП(б) з жовтня 1928 року.
У квітні 1932 — квітні 1934 року — інженер доменного цеху Криворізького металургійного заводу Дніпропетровської області.
У квітні — листопаді 1934 року — в Червоній армії: червоноармієць 3-го артилерійського полку 3-ї Криворізької дивізії РСЧА.
У листопаді 1934 — жовтні 1938 року — начальник зміни, начальник відділу технічного контролю Криворізького металургійного заводу. У жовтні 1938 — квітні 1939 року — секретар партійного комітету Криворізького металургійного заводу Дніпропетровської області.
У квітні 1939 — березні 1940 року — 1-й секретар Дзержинського районного комітету КП(б)У міста Кривого Рогу Дніпропетровської області.
У березні 1940 — лютому 1941 року — 1-й секретар Червоноармійського районного комітету КП(б)У міста Львова.
У лютому — 11 квітня 1941 року — 3-й секретар Львівського міського комітету КП(б)У.
З квітня — червень 1941 року — секретар Львівського обласного комітету КП(б)У з промисловості.
З 1941 року — у Червоній армії. Учасник німецько-радянської війни. У червні — серпні 1941 року — уповноважений РНК УРСР на прифронтових залізничних вузлах: станції Гречани, Жмеринка, Знам'янка, П'ятихатки. У вересні 1941 — березні 1942 року — комісар польового будівництва — начальник політичного відділу армійського польового будівельного управління № 38. Будував оборонні рубежі у Полтавській, Харківській та Сталінградській областях.
У березні — серпні 1942 року — співробітник металургійного відділу ЦК КП(б)У. Займався відбудовою Ворошиловського (Алчевського) металургійного заводу та коксохімічного заводу у місті Серго Ворошиловградської області. Потім займався евакуацією заводу. У серпні 1942 року разом із апаратом ЦК КП(б)У виїхав до Саратова, а потім до Сталінграда, де отримав призначення у партизанську школу.
У серпні 1942 — січні 1943 року — заступник начальника школи партизанського руху із політичної частини. У березні 1943 року направлений у німецький тил в ліси Чернігівської області для організації партизанських загонів. У липні 1943 — березні 1944 року — командир з'єднання партизанських загонів імені Боженка, яке оперувало на Поліссі та на території Рівненської та Волинської областей. У травні 1944 року відкликаний ЦК КП(б)У і направлений на партійну роботу в Львівську область.
У червні 1944 — січні 1945 року — 3-й секретар Львівського міського комітету КП(б)У.
У січні 1945 — вересні 1946 року — 1-й секретар Залізничного районного комітету КП(б)У міста Львова.
У вересні 1946 — лютому (оф. квітні) 1947 року — секретар Львівського обласного комітету КП(б)У з кадрів.
У квітні 1947 — квітні 1948 року — завідувач металургійного відділу Запорізького обласного комітету КП(б)У.
У квітні — грудні 1948 року — заступник секретаря Запорізького обласного комітету КП(б)У із машинобудування і завідувач машинобудівного відділу Запорізького обласного комітету КП(б)У.
У грудні 1948 — січні 1950 року — 3-й секретар Запорізького міського комітету КП(б)У. У січні — 15 липня 1950 року — 2-й секретар Запорізького міського комітету КП(б)У.
15 липня 1950 — 31 жовтня 1957 року — 1-й секретар Запорізького міського комітету КП(б)У—КПУ.
У червні 1957 — квітні 1962 року — заступник голови, в квітні — грудні 1962 року — 1-й заступник голови Ради народного господарства (раднаргоспу) Запорізького економічного адміністративного району.
У березні 1963 — грудні 1965 року — начальник управління кольорової металургії Ради народного господарства (раднаргоспу) Придніпровського економічного району.
20 грудня 1965 — 18 квітня 1972 року — начальник Запорізького обласного управління професійно-технічної освіти.
З квітня 1972 року — на пенсії у місті Запоріжжі.

## Нагороди
- орден Трудового Червоного Прапора (19.07.1958)
- орден «Знак Пошани» (2.12.1947)
- орден Вітчизняної війни 2-го ст. (6.04.1985)
- орден Червоної Зірки (1944)
- два ордени Червоного Прапора
- медаль «За трудову відзнаку» (21.02.1942)
- медалі